# Ремзавод (Птичное)
Ремзавод, посёлок Ремзавода — упразднённый в 2004 году посёлок Наро-Фоминского района Московской области (Первомайский сельский округ). С июля 2012 года территория посёлка находится в Троицком административном округе города Москвы. 

## История
Упразднён, включён в состав посёлка Птичное на основании Постановления Губернатора Московской области от 22.07.2004 № 145-ПГ.
До 1 июля 2012 земли посёлка находились на территории Наро-Фоминского района Московской области. Находясь в составе посёлка Птичное территориально  вошёл в состав Москвы в ходе реализации масштабного проекта по её расширению.

## Население
Согласно Всероссийской переписи, в 2002 году в посёлке проживали 2818 человек.